# 六頂山古墓群
六頂山古墓群（ろくちょうさんこぼぐん、中国語: 六顶山古墓群、朝鮮語: 륙정산옛무덤군）は中華人民共和国吉林省敦化市郊外の六頂山にある渤海国時代の古墓群である。

## 概要
中華人民共和国吉林省敦化市市街地の南郊約5キロメートルにある六頂山に所在する。
渤海国（698-926年）前期の王族と貴族の墳墓とされ、2つの墓区に区分され大小の235の墳墓で構成されている。
特に有名なのが1949年に発掘・調査された渤海国第3代王・大欽茂の次女・貞恵公主の墓で、墓からは墓碑、石獅子、瑪瑙珠、三彩器の器底、金銅製釘、鉄製釘などが出土した。墓碑には楷書で700字余りが陰刻されていて、「貞恵公主は777年に死亡、780年に埋葬された」と判明している。
1961年に中華人民共和国国務院より全国重点文物保護単位（遺跡）と認定された。

## ギャラリー
- 六頂山古墓群は一墓区と二墓区で構成
- 六頂山古墳群のプレート
- 六頂山古墳群正門
- 六頂山古墳群概要
- 五号墓と奥に見える貞恵公主墓
- カバーで覆われている五号墓
- 五号墓は墓石が崩れかかっている
- 側面から見た五号墓
- 風雨に長い年月晒されていた墓石
- 五号墓を背後から見る
- 貞恵公主の墓は一墓区にある
- 貞恵公主墓
- 貞恵公主墓誌
- 二号墓の説明文
- 二墓区は一墓区と隣接している
- 二墓区入り口
- 二墓区入口と説明
- 二墓区紹介